# Dūzān
Dūzān (persiska: دوزان, شَهرَكِ وَلئ عَصر, ديزان, دُّزَن, دِهزان) är en ort i Iran.   Den ligger i provinsen Lorestan, i den centrala delen av landet, 300 km sydväst om huvudstaden Teheran. Dūzān ligger 2 116 meter över havet och antalet invånare är 845.
Terrängen runt Dūzān är kuperad åt nordost, men åt sydväst är den platt. Dūzān ligger nere i en dal.Runt Dūzān är det ganska glesbefolkat, med 29 invånare per kvadratkilometer. Närmaste större samhälle är Alīgūdarz, 12,7 km nordväst om Dūzān. Trakten runt Dūzān består i huvudsak av gräsmarker.